# Metta Sandiford-Artest
Metta Sandiford-Artest (* 13. November 1979 in New York City, New York als Ronald William Artest Jr.), früher bekannt unter den Namen Ron Artest und Metta World Peace, ist ein ehemaliger US-amerikanischer Basketballspieler, der den Großteil seiner Profikarriere von 1999 bis 2017 in der NBA aktiv war.
Artest galt lange als einer der besten Verteidiger der NBA und wurde nach der Saison 2003/04 zum NBA Defensive Player of the Year gewählt.

## Karriere
Artest wurde 1999 von den Chicago Bulls an 16. Stelle des NBA-Drafts 1999 ausgewählt. Für seine Leistungen im ersten Profijahr wurde er 2000 in das NBA All-Rookie Second Team berufen. Es folgten Stationen bei den Indiana Pacers, Sacramento Kings, Houston Rockets, New York Knicks und – unterbrochen durch Ausflüge in die chinesische und italienische Liga – den Los Angeles Lakers.
Artest machte immer wieder durch Negativ-Schlagzeilen auf sich aufmerksam. In der Saison 2004/05 verlor er während einer Partie bei den Detroit Pistons die Kontrolle und schlug auf mehrere Zuschauer ein, nachdem er zuvor provoziert und mit einem Becher Bier beworfen worden war. Aufgrund dessen musste Artest eine Rekord-Sperre von 73 Spielen verbüßen (Rest der Saison 2004/05 und Play-offs). Anfang der Saison 2005/06 sorgte er für den nächsten Skandal, indem er einen Trade zu einem anderen Team forderte. Daraufhin wurde er von seinem Club suspendiert.
Im Januar 2006 einigten sich schließlich die Pacers mit den Sacramento Kings auf einen Tausch, und Artest wurde für den dreimaligen All-Star Peja Stojaković nach Sacramento geschickt.
Nach Ende der Saison 2008 wurde er von Sacramento zu den Houston Rockets getraded. Die Kings erzielten dafür im Gegenzug Rookie Donté Greene, Bobby Jackson und einen zukünftigen Erstrunden-Pick für das Jahr 2009.

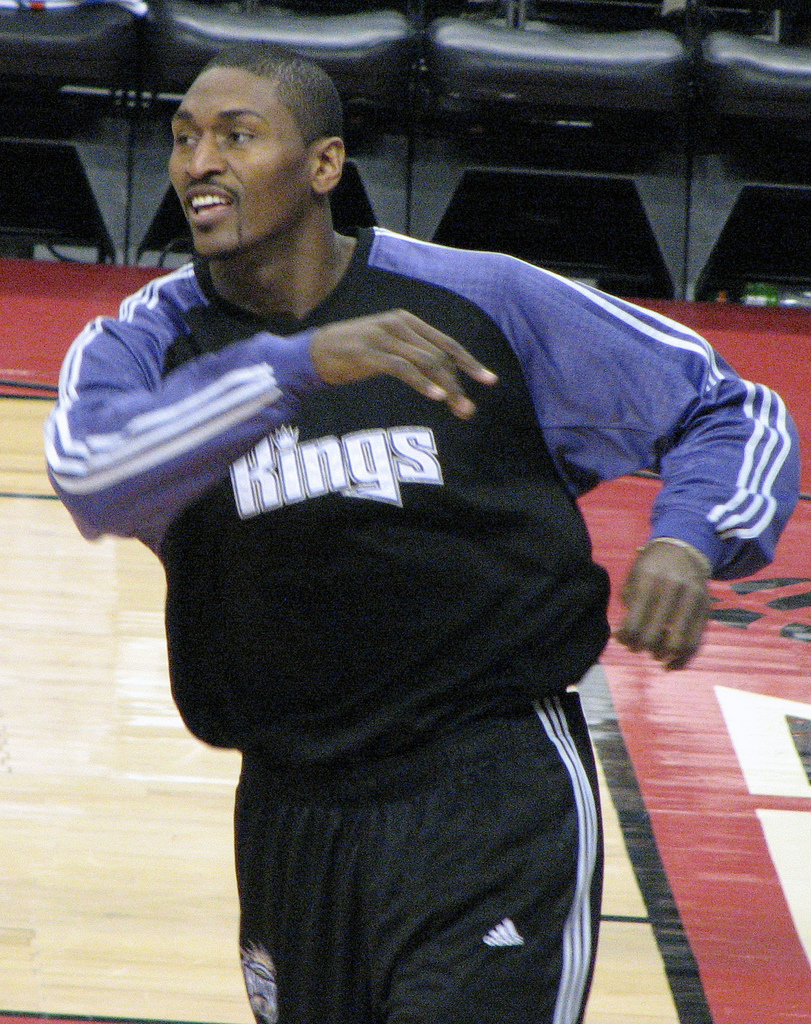
Artest bei den Sacramento Kings

Im Juli 2009 unterschrieb Artest als Free Agent einen 5-Jahres-Vertrag bei den Los Angeles Lakers. Mit den Lakers gewann er 2010 die NBA-Meisterschaft.
Am 24. April 2012 wurde Artest für sieben Spiele gesperrt, nachdem er James Harden mit dem linken Ellbogen gegen den Kopf geschlagen hatte. Im Juli 2013 wurde sein Vertrag bei den Lakers durch Ziehen der „Amnestie-Klausel“ aufgelöst.

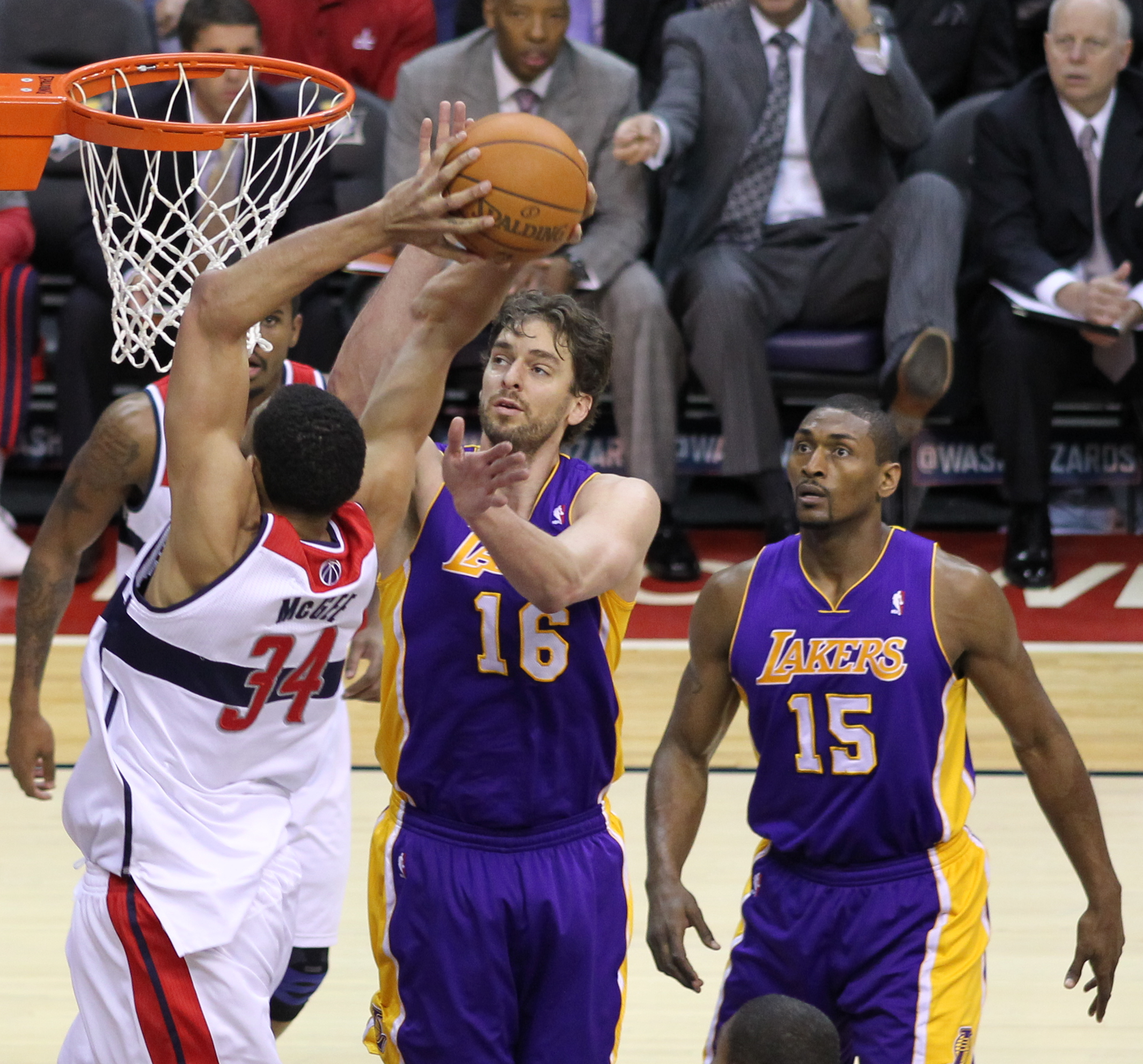
Artest (rechts) im Trikot der Lakers

Kurz darauf wurde er von den New York Knicks für einen 2-Jahres-Vertrag verpflichtet. Bei den Knicks konnte Artest sich jedoch nicht wie erhofft durchsetzen und wurde frühzeitig im Februar 2014 aus seinem Vertrag entlassen.
Im August 2014 unterzeichnete Artest einen Kontrakt bei den Sichuan Blue Whales in der chinesischen CBA.
Im September 2015 unterschrieb Artest einen Einjahresvertrag bei den Los Angeles Lakers.
2017 beendete er seine aktive Spielerkarriere und wechselte in den Trainerstab des Farmteams der Los Angeles Lakers, der South Bay Lakers, die in der NBA G-League aktiv sind. Er übernahm dort eine Saison lang die Rolle des „Player development coach“ (Spielerentwicklungs-Trainer).

## Name
Im September 2011 ließ Artest seinen Namen offiziell in „Metta World Peace“ ändern. Dabei ist Metta, ein aus dem Buddhismus stammender Begriff für Freundschaft und Liebe, der Vorname, und World Peace („Weltfriede“) der Nachname. Nachdem er sich nach seinem Wechsel in die CBA in „Panda Friend“ umbenannt hatte, gab er im Mai 2020 schließlich bekannt, seinen Namen zu „Metta Sandiford-Artest“ geändert zu haben. Sandiford ist der Nachname seiner Ehefrau.

## Sonstiges
Neben seiner Basketball-Karriere betätigt Artest sich auch als Rapper und veröffentlichte 2006 ein Album namens My World. Zudem steuerte er den Song „Champions“ zum Soundtrack des Basketball-Spiels NBA 2K11 bei.
Am 5. März 2007 wurde Artest wegen des Verdachts häuslicher Gewalt gegen seine Ehefrau auf seinem Anwesen in Loomis festgenommen und gegen Kaution nach wenigen Stunden wieder auf freien Fuß gesetzt. Im Mai 2007 wurde Artest zu 20 Tagen auf Bewährung verurteilt.
Im April 2011 wurde Artest mit dem J. Walter Kennedy Citizenship Award für sein soziales Engagement ausgezeichnet.
In der Folge „Mit Rat und Tat“ der zehnten Staffel der TV-Serie Hawaii Five-0 hatte Artest einen Gastauftritt als er selbst.
Im November 2023 nahm Artest als Cuddle Monster an der zehnten Staffel der US-amerikanischen Version von The Masked Singer teil und erreichte den zehnten Platz.